# Alleanza Assicurazioni
Die Alleanza Assicurazioni ist ein italienischer Versicherungsdienstleister mit Sitz in Mailand.

## Geschichte
Die Alleanza Assicurazioni wurde 1898 in Genf von Evan Mackenzie, einem Italiener schottischer Abstammung, gegründet und betreut heute mehr als zwei Millionen Kunden. Es bietet Versicherungsleistungen in den Bereichen Leben, Brandschutz, Diebstahl, Gesundheit und Unfall.
Die Alleanza Assicurazioni ist zu 100 Prozent im Besitz der Assicurazioni Generali.